# Товстоголова змія Катесбі
Товстоголова змія Катесбі (Dipsas catesbyi) — неотруйна змія з роду Товстоголова змія родини Вужеві. Інша назва равликоїд Катесбі. Дістала назву на честь британського натураліста Марка Катесбі.

## Опис
Загальна довжина досягає 70 см. Голова пласка, широка, кінчик морди заокруглений, очі величезні. Тулуб дуже тонкий, стиснутий з боків з гладенькою лускою. Хвіст тонкий. Забарвлення чорного або темно—коричневого кольору з поперечними білими смугами уздовж спини.

## Спосіб життя
Полюбляє тропічні ліси, гірські місцини. Зустрічається на висоті до 1500 м над рівнем моря. Значну частину життя проводить на деревах. Активна вдень. Харчується слимаками й равликами. Особливі щелепи допомагають вивільнити здобич з раковини.
Це яйцекладна змія.

## Розповсюдження
Мешкає у Колумбії, Венесуелі, Гвіані, Суринамі, Гаяні, північній та західній Бразилії, Еквадорі, Перу, Болівії.